# Quitman (Texas)
Quitman és una població dels Estats Units a l'estat de Texas. Segons el cens del 2000 tenia 2.030 habitants.

## Demografia
Segons el cens del 2000, Quitman tenia 2.030 habitants, 775 habitatges, i 509 famílies. La densitat de població era de 426 habitants/km².
Dels 775 habitatges en un 28,1% hi vivien nens de menys de 18 anys, en un 50,5% hi vivien parelles casades, en un 13,3% dones solteres, i en un 34,2% no eren unitats familiars. En el 32% dels habitatges hi vivien persones soles el 23,6% de les quals corresponia a persones de 65 anys o més que vivien soles. El nombre mitjà de persones vivint en cada habitatge era de 2,32 i el nombre mitjà de persones que vivien en cada família era de 2,91.
Per edats la població es repartia de la següent manera: un 22,1% tenia menys de 18 anys, un 6% entre 18 i 24, un 24,2% entre 25 i 44, un 18,8% de 45 a 60 i un 29% 65 anys o més.
L'edat mediana era de 43 anys. Per cada 100 dones de 18 o més anys hi havia 77,4 homes.
La renda mediana per habitatge era de 31.607 $ i la renda mediana per família de 39.643 $. Els homes tenien una renda mediana de 28.929 $ mentre que les dones 25.060 $. La renda per capita de la població era de 17.831 $. Aproximadament el 9,2% de les famílies i l'11,3% de la població estaven per davall del llindar de pobresa.

## Poblacions més properes
El següent diagrama mostra les poblacions més properes.